# Operation Greenhouse
Operation Greenhouse war die fünfte amerikanische Kernwaffentestserie und die zweite im Jahre 1951. Sie fand auf dem Eniwetok-Atoll im Pazifik statt und bestand aus vier einzelnen Tests.

## Die einzelnen Tests der Greenhouse-Serie
| Bombe  | Datum / Zeit (GMT)       | Ort           | Explosionshöhe       | Testart | Sprengkraft (vorhergesagt) | Anmerkungen |
| ------ | ------------------------ | ------------- | -------------------- | ------- | -------------------------- | --- |
| Dog    | 7. April 1951 18:34 Uhr  | Insel Runit   | 91,4 Meter (300 Fuß) | Turm    | 81 kT                      | Greenhouse Dog war der Belastungstest für die Mark-6-Bombe. Der Test schleuderte 250.000 Tonnen kontaminiertes Korallenmaterial über zehn Kilometer in die Luft. |
| Easy   | 20. April 1951 18:26 Uhr | Insel Enjebi  | 91,4 Meter (300 Fuß) | Turm    | 47 kT                      | Test der TX-5D-Bombe, einer verbesserten Implosionsbombe mit geringerem Gewicht. |
| George | 8. Mai 1951 21:30 Uhr    | Insel Eberiru | 61,5 Meter (200 Fuß) | Turm    | 225 kT                     | Greenhouse George war der erste Test zur Entwicklung einer Wasserstoffbombe. Die Anordnung – eine Versuchsapparatur, noch keine Bombe – bestand aus einem zylindrischen Kernspaltungssprengsatz, in dessen Mitte sich eine Kapsel aus Berylliumoxid mit einem Gemisch aus tiefgekühltem Deuterium und Tritium befand. Die Kernfusion wurde durch die Röntgenstrahlung der Kernspaltungsexplosion ausgelöst, was zu einer Ionisierung des Berylliumoxids führte und anschließender Kompression des Deuterium-Tritium-Gemischs. Dies war der erste jemals auf der Erde erfolgte thermonukleare Fusionsvorgang. Die Energiefreisetzung der Fusionsreaktion war unbedeutend, die angegebene Sprengkraft war die des Spaltungssprengsatzes. |
| Item   | 24. Mai 1951 18:17 Uhr   | Insel Enjebi  | 61,5 Meter (200 Fuß) | Turm    | 45,5 kT                    | Greenhouse Item war die erste hybride Atombombe der USA. Sie bezog den Großteil ihrer Explosionsenergie aus einer Kernspaltung, hatte aber zur Verstärkung eine Gasfüllung aus Deuterium und Tritium im Kern. So wurde die Sprengkraft auf einen mehr als doppelt so großen Wert von 45,5 kT gesteigert. Bei späteren Waffen konnte die Sprengkraft durch die hinzugefügte Gasmenge „eingestellt“ werden. |

In Greenhouse wurde ein ursprünglich von John von Neumann und Klaus Fuchs vorgeschlagener und 1946 patentierter Mechanismus für eine Wasserstoffbombe getestet (Ionisierungs-Kompression). Er demonstrierte, dass dies kein gangbarer Weg für eine Wasserstoffbombe war. Die Fusion im Deuterium-Tritium wurde zwar gezündet, danach aber nicht aufrechterhalten, da die Wärmeenergie zu rasch abgestrahlt wurde. Der Entwurf erwies sich als Fehlschlag.